# Corona Virginis Marie
Corona Virginis Marie (pol. Korona Dziewicy Marii) – zbiór rękopisów pochodzących z początku XVI wieku, przechowywanych w Bibliotece Raczyńskich w Poznaniu (sygn. 1361). Na zbiór składa się osiem papierowych kart napisanych przez brata Seweryna, bernardyna. Powstał prawdopodobnie w klasztorze w Kobylinie.

## Zawartość dzieła
Na zbiór składają się:
- polska pieśń Bądź wiesioła, Panno czysta (koronka maryjna)
- siedem pieśni maryjnych po łacinie wraz z zapisem melodii:

1. Angelus ad Virginem missus (Anioł do Dziewicy posłany) (abecedariusz)
2. O Maria, dulcor florum (O Maryjo, wdzięcznie kwitnąca)
3. Salve, sancta parens, omni nevo carens (Witaj, święta posłuszna, i nie wszystka próchniejąca)
4. Salve, sancta parens, virga nunquam arens (Witaj, święta posłuszna, różdżko nigdy nie uschła) (utwór jednogłosowy)
5. Cum autem venissem (Z/Do owej przychodząc) (popularna lauda włoska pierwotnie autorstwa Jana de Quadris, tutaj prawdopodobnie polska przeróbka lokalna)
6. Gaude, Virgo mater Christi (Raduj się Dziewico, matko Chrystusa)
7. Nigra sum sed formosa (Czarna/mroczna jestem lecz kształtna(?)) i Dies est leticie (Dzień jest przynoszący śmierć) (dwa utwory niezwiązane z koronką)

- cztery exempla łacińskie, nawiązujące do Kwiatków św. Franciszka:

1. O bracie Aniele
2. O bracie Kurandusie
3. O dwóch bliźniakach
4. O studencie Rogerze

Sześć utworów muzycznych jest wpisanych między exempla, zaś dwa bardziej rozbudowane znajdują się na końcu. Wszystkie utwory muzyczne, z wyjątkiem jednogłosowego Salve, sancta parens, virga nunquam arens, są kompozycjami trzygłosowymi.

## Historia i znaczenie
Dzieło ma duże znaczenie naukowe – posiada znaczące walory literackie, a większość zawartych w nim pieśni to bezcenny zabytek polskiej muzyki polifonicznej u zarania renesansu. Jest fragmentem wyjętym z większego kodeksu lub inkunabułu. Biblioteka Raczyńskich otrzymała go między 1934 a 1938 w ramach większego daru prof. Bolesława Erzepkiego, który odnalazł rękopisy prawdopodobnie w 1897 w kościele św. Piotra i Pawła w Krotoszynie.